# Groupe de Beaver Hall

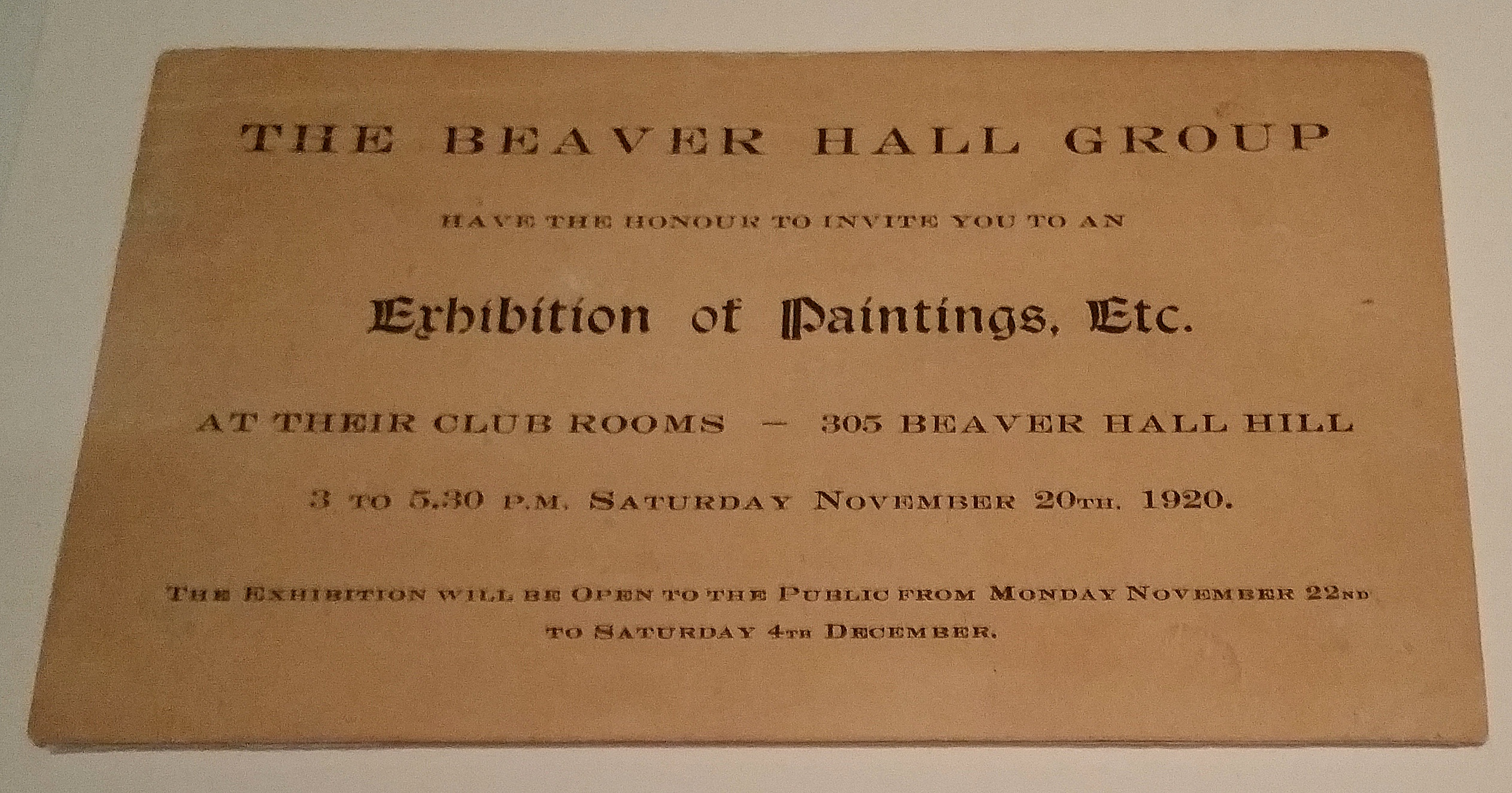
Carton d'invitation du Groupe de Beaver Hall à l'occasion de leur première exposition en 1920 à Montréal

Le Groupe de Beaver Hall (ou Beaver Hall Group) est un collectif de peintres québécois fondé à Montréal en 1920.

## Histoire
Le groupe naît au mois de mai 1920 à l'instigation de Randolph Stanley Hewton, Edwin Holgate, Mabel May (en), Lilias Torrance Newton, Mabel Lockerby, Anne Savage et A. Y. Jackson. Le nom de Beaver Hall réfère à l'emplacement du studio qu'ils occupaient au 305 de la côte du Beaver Hall. Le Groupe de Beaver Hall tient sa première exposition le 17 janvier 1921. Adam Sherriff Scott, James Bisset Crockart, Regina Seiden et William Thurtan Topham rejoignent ce groupe. Le groupe tiendra seulement trois autres expositions avant de se dissoudre en 1923, laissant les membres poursuivre des carrières individuelles.

## Contribution
Malgré sa brièveté en tant que regroupement d'artistes, le Groupe de Beaver Hall a contribué à donner une nouvelle impulsion à la vie artistique de Montréal à l'époque et en faisant place à plusieurs femmes peintres dont Nora Collyer (en), Emily Coonan, Prudence Heward, Mabel Lockerby, Mabel May, Kathleen Morris, Lillias Torrance Newton, Sarah Robertson, Anne Savage et Ethel Seath. Comparé au Groupe des sept basé à Toronto qui se distingue par ses représentations de la nature sauvage du Canada, le Groupe de Beaver Hall fait surtout place aux portraits et aux paysages ruraux et urbains, introduisant par les différents styles de ses membres un élan de modernité dans le milieu culturel montréalais.
Ce groupe revêt une importance pour l'histoire des femmes artistes canadiennes pour l’auteure Evelyn Waters dans son livre The Women of Beaver Hall, qui est l’un des premiers ayant été écrit sur ce groupe. Cette importance est visible dans la démographie du groupe, le groupe étant constitué de dix femmes soutenues par leurs pairs masculins. Aucun autre groupe artistique ne pouvait se comparer en termes de parité des sexes.  Les femmes artistes du groupe du Beaver Hall ont contribué au mouvement féministe en arts visuels. Elles étaient très actives au sein du groupe en voyageant, créant et exposant ensemble. Cela n’était pas socialement acceptable pour les femmes et assez inhabituel dans le monde des arts au début du XXe siècle.  Les thèmes abordés dans leurs œuvres ont également contribué à l'avancement du mouvement féministe dans le milieu de l'art à Montréal. Les portraits ont donné lieu à l'émergence d'une culture visuelle nouvelle, plus diversifiée et également enracinée dans une modernité féminine québécoise. Des femmes de toutes les classes, origines ethniques et raciales étaient représentées. Immigrantes (1928), Dark Girl (1935), Indian Head (1936) sont trois tableaux de Prudence Heward qui explorent la notion de race et de genre. 
Les femmes du Beaver Hall jouaient également un rôle actif au sein de la communauté artistique. Toutes les femmes du groupe ont fréquenté l'Art Association of Montreal – connue aujourd'hui sous le nom de Musée des beaux-arts de Montréal – qui a joué un rôle clé dans l'éducation artistique. Cela a entraîné une émancipation des femmes artistes en général.

## Galerie

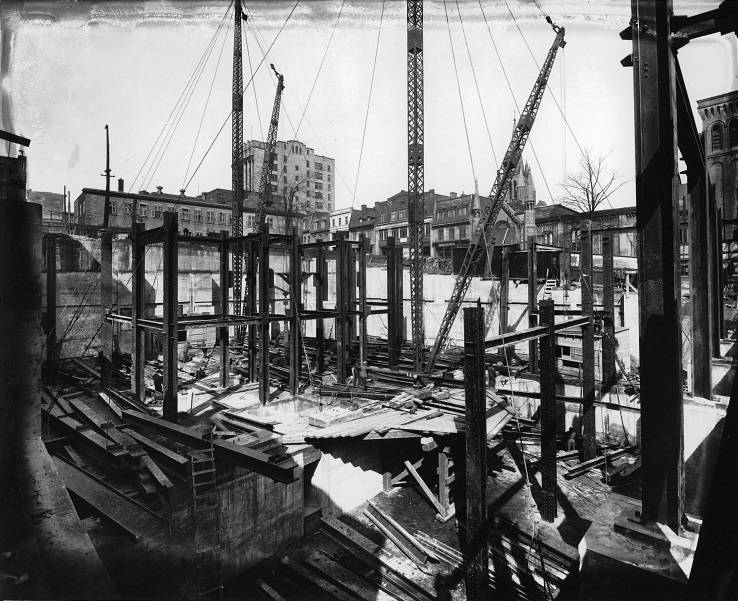
Côte du Beaver Hall, 1928
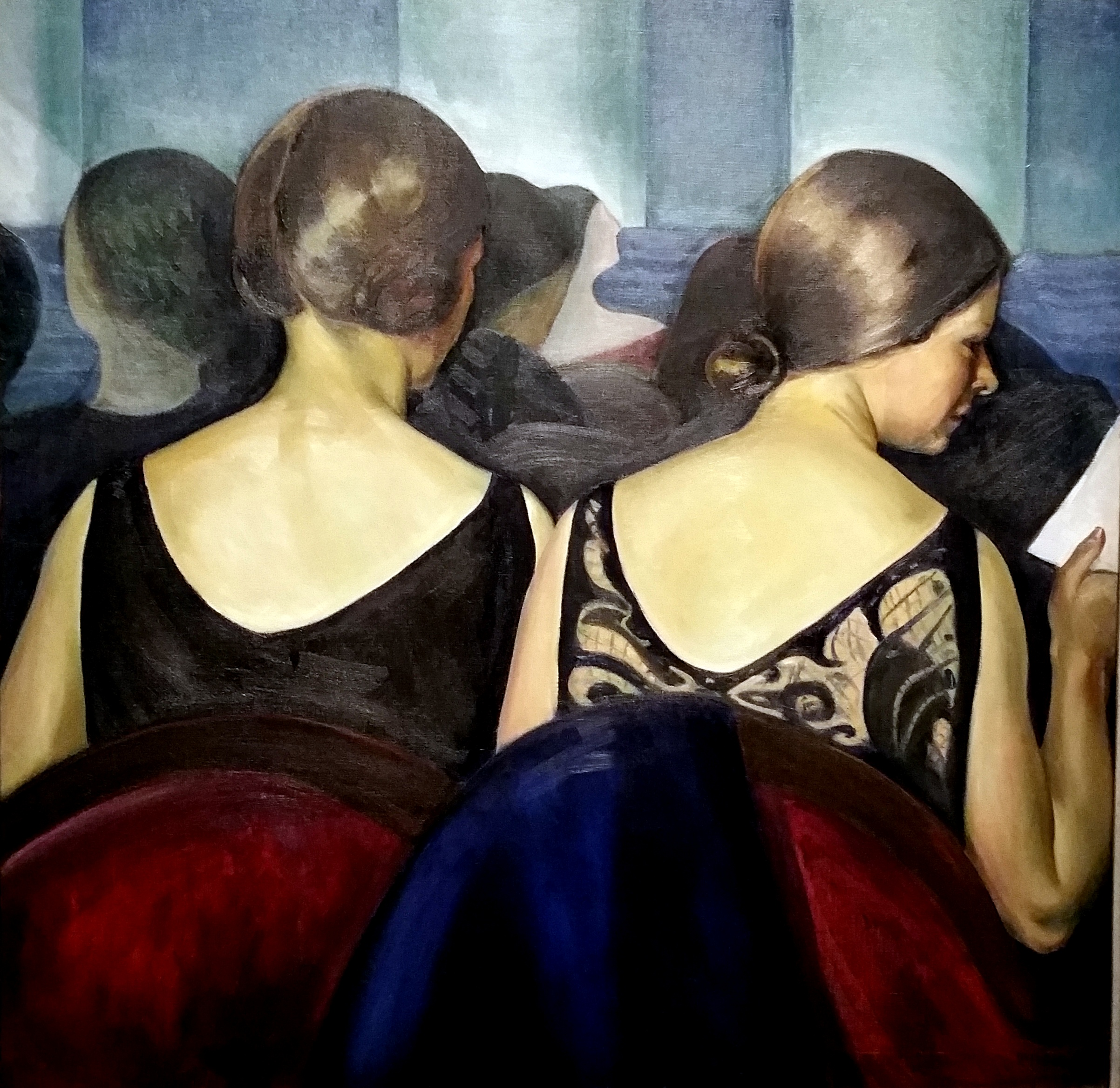
Au théâtre de Prudence Heward
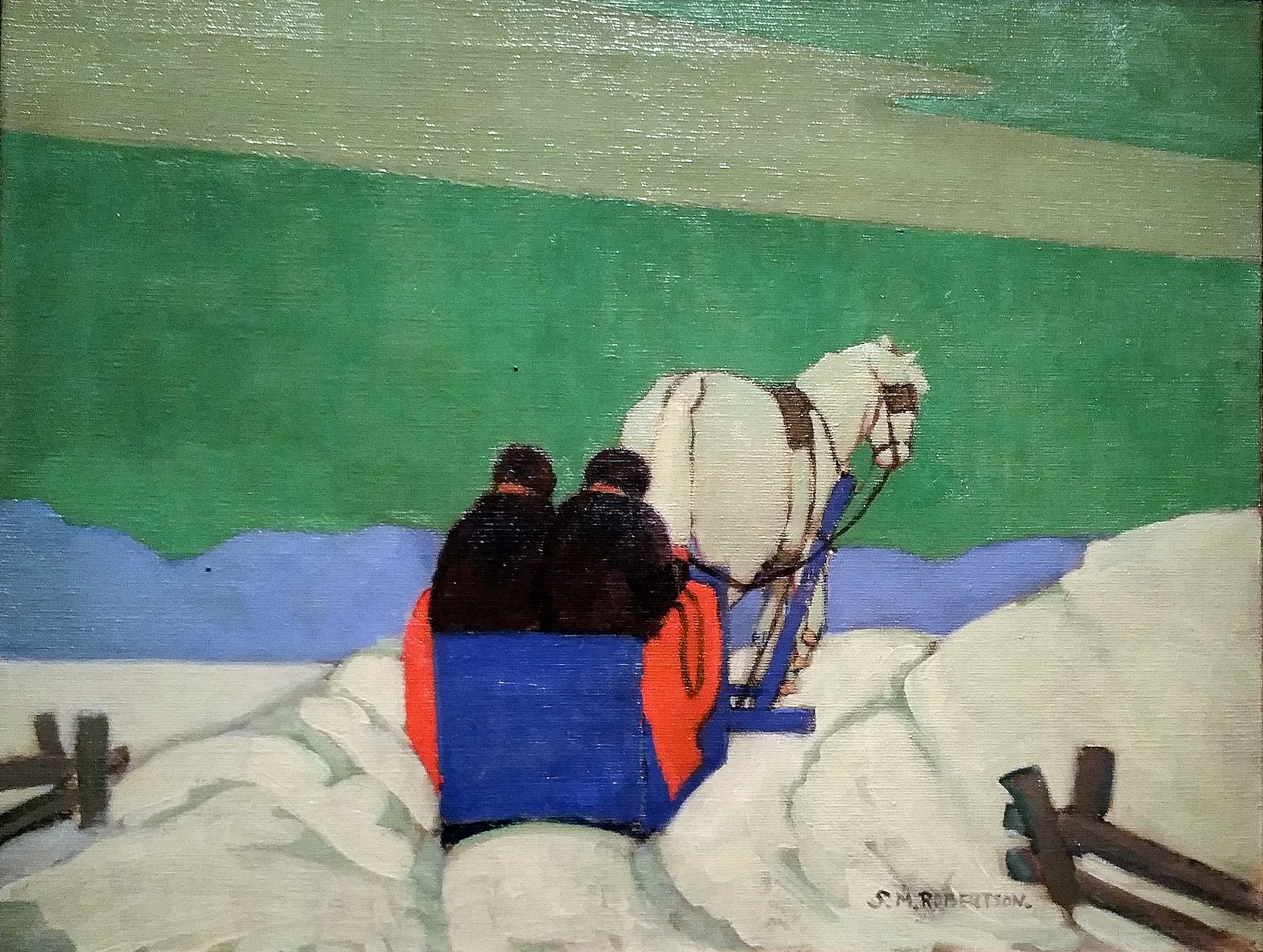
Le traîneau bleu de Sarah Robertson